# Hovsnäs
Hovsnäs eller Hofsnäs är en herrgård i Länghems socken i Tranemo kommun i Västergötland. Den ligger i Torpanäsets naturreservat mellan Torpasjön (på vars andra strand Torpa stenhus är beläget) och Yttre Åsunden som båda ingår i sjösystemet Åsunden.
Herrgården finns omtalad redan år 1526 och är därmed en av traktens äldsta. År 1924 brann byggnaden ned men återuppbyggdes i enlighet med de gamla ritningarna. Hovsnäs ägs sedan 1960-talet av Borås kommun. Hovsnäs har restaurang och kafé och är ett välbesökt utflyktsmål med bad och friluftsliv. Det figurerar under namnet Lindö i Birgit Th. Sparres romansvit Gårdarna runt sjön (1928–1976).